# Chantemerle-sur-la-Soie
Chantemerle-sur-la-Soie ist eine französische Gemeinde mit 214 Einwohnern (Stand: 1. Januar 2022) im Département Charente-Maritime in der Region Nouvelle-Aquitaine (vor 2016: Poitou-Charentes); sie gehört zum Arrondissement Saint-Jean-d’Angély und zum Kanton Saint-Jean-d’Angély. Die Einwohner werden Chantemerlois und Chantemerloises genannt.

## Geographie
Chantemerle-sur-la-Soie liegt etwa 50 Kilometer ostsüdöstlich von La Rochelle. Umgeben wird Chantemerle-sur-la-Soie von den Nachbargemeinden Saint-Loup im Norden, Landes im Nordosten und Osten, Torxé im Süden sowie Tonnay-Boutonne im Westen.

## Bevölkerungsentwicklung
| Jahr                       | 1962 | 1968 | 1975 | 1982 | 1990 | 1999 | 2006 | 2013 | 2019 |
| Einwohner                  | 136  | 111  | 114  | 108  | 100  | 108  | 110  | 163  | 205  |
| Quellen: Cassini und INSEE |      |      |      |      |      |      |      |      |      |

## Sehenswürdigkeiten

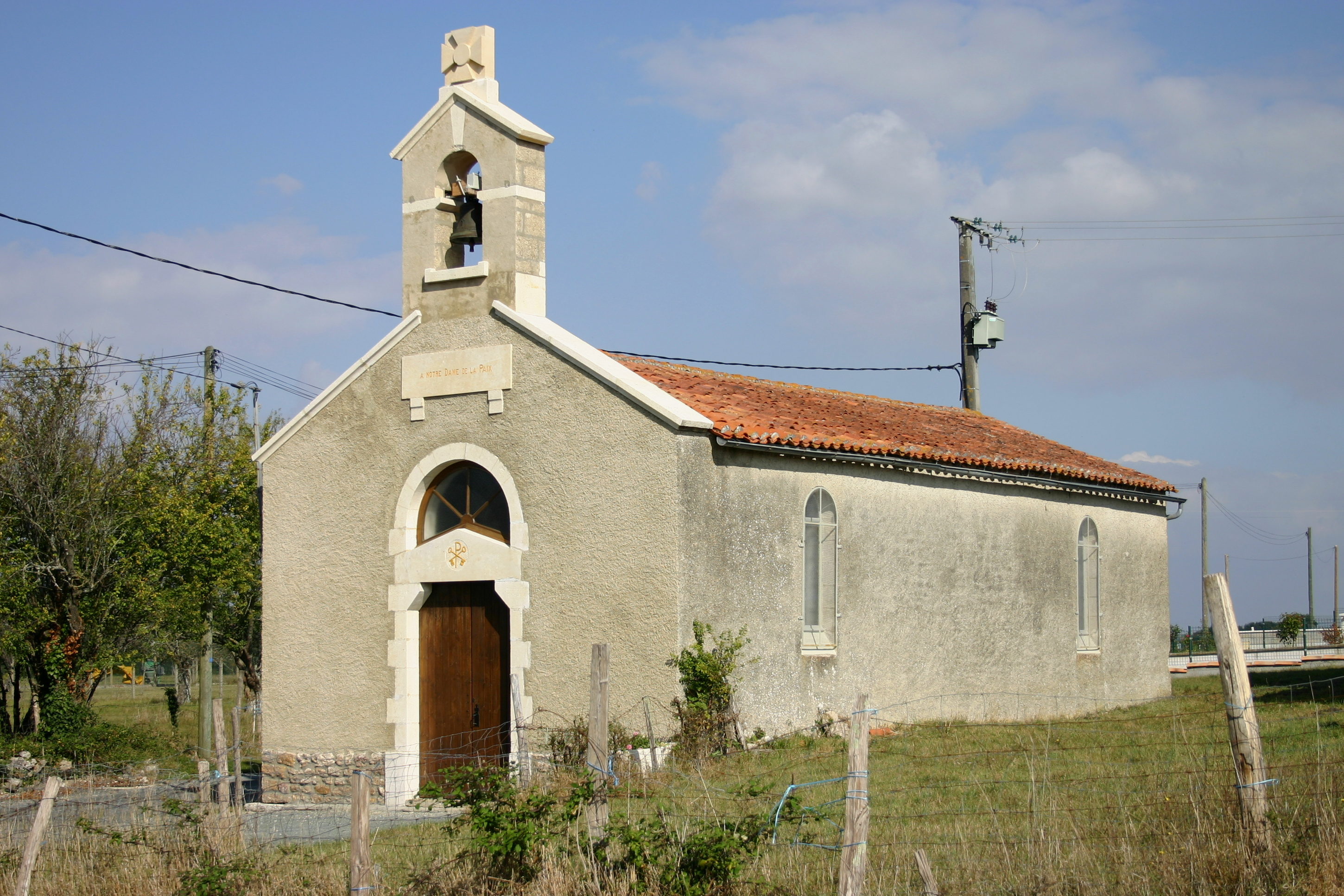
Kirche Notre-Dame-de-l'Assomption

- Kirche Notre-Dame-de-l’Assomption